# Canon EF 600mm-objectief
De EF 600mm is een familie van teleobjectieven gemaakt door de Japanse fabrikant Canon. Alle modellen zijn voorzien van een EF-lensvatting en daarmee geschikt voor de EOS-cameralijn van dezelfde fabrikant.
Er zijn tot op heden drie generaties van dit objectief verschenen, allen onderdeel van Canon's L-serie.

## Specificaties
| Naam                        | f/4L USM                         | f/4L IS USM                      | f/4L IS II USM                   |
| --------------------------- | -------------------------------- | -------------------------------- | -------------------------------- |
| Afbeelding                  | Plaats uw zelfgemaakte foto hier | Plaats uw zelfgemaakte foto hier | Plaats uw zelfgemaakte foto hier |
| Belangrijkste eigenschappen |                                  |                                  |                                  |
| Beeldstabilisatie           | Nee                              | Ja                               | Ja                               |
| Weerbestendig               | Ja                               | Ja                               | Ja                               |
| Ultrasonic Motor (USM)      | Ja                               | Ja                               | Ja                               |
| L-objectief                 | Ja                               | Ja                               | Ja                               |
| Diffractieve optica         | Nee                              | Nee                              | Nee                              |
| Macro                       | Nee                              | Nee                              | Nee                              |
| Technische eigenschappen    |                                  |                                  |                                  |
| Brandpuntsafstand           | 600 mm                           | 600 mm                           | 600 mm                           |
| Diafragma (max-min)         | f/4-f/32                         | f/4-f/32                         | f/4-f/32                         |
| Opbouw                      | 8 groepen / 9 elementen          | 13 groepen / 17 elementen        | 12 groepen / 16 elementen        |
| Diafragmalamellen           | 8                                | 8                                | 9                                |
| Minimale scherpstelafstand  | 6 m                              | 5,5 m                            | 4,5 m                            |
| Maximale vergroting         | 0,11x                            | 0,12x                            | 0,15x                            |
| Horizontale beeldhoek       | 3°30'                            | 3°30'                            | 3°30'                            |
| Diagonale beeldhoek         | 4°10'                            | 4°10'                            | 4°10'                            |
| Verticale beeldhoek         | 2°20'                            | 2°20'                            | 2°20'                            |
| Fysieke eigenschappen       |                                  |                                  |                                  |
| Gewicht                     | 6.000 g                          | 5.360 g                          | 3.920 g                          |
| Maximale diameter           | 167 mm                           | 168 mm                           | 168 mm                           |
| Lengte                      | 456 mm                           | 456 mm                           | 448 mm                           |
| Filterdiameter              | 48 mm (drop-in)                  | 52 mm (drop-in)                  | 52 mm (drop-in)                  |
| Verkoopinformatie           |                                  |                                  |                                  |
| Introductie                 | november 1988                    | september 1999                   | februari 2011                    |
| Momenteel in productie?     | Nee                              | Nee                              | Ja                               |